# Jaguar Cars
Jaguar Cars Limited, zkráceně Jaguar, je britská automobilová firma zabývající se výrobou luxusních a
sportovních automobilů, sídlící v Coventry, Anglie. Byla založena v roce 1922 Sirem Williemem Lyonsem a Williamem Walmsleym jako Swallow Sidecars Company, před přechodem na výrobu automobilů zaměřenou na výrobu motocyklových sajdkár. Na Jaguar Cars Limited byla přejmenována v roce 1945.
V roce 1966 podnik splynul s koncernem British Motor Corporation, který se v roce 1968 spojil s výrobcem nákladních vozů Leyland a vytvořil koncern British Leyland Motor Corporation. V něm Jaguar setrval do roku 1984, kdy došlo k osamostatnění automobilky. Krátké období nezávislosti skončilo v roce 1989, když Jaguar koupil americký nadnárodní koncern Ford. V roce 2008 koupila Jaguar, společně s britskou automobilkou
Land Rover, za 2,3 miliardy dolarů indická společnost Tata Motors. Do ledna 2013 byla firma Jaguar Cars odpovědná za výrobu automobilů, než došlo k úplnému sloučení s Land Roverem do společnosti Jaguar Land Rover.

## Historie

### Počátky

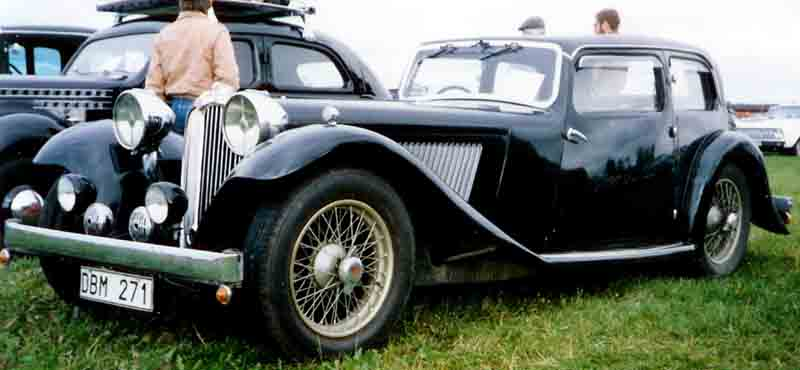
Jaguar SS I 1934

Historie značky Jaguar se začala psát v roce 1922, kdy William Lyons a William Walmsley založili v lázeňském městě Blackpoolu firmu Swallow Sidecars Company. Společnost se specializovala na výrobu motocyklových sajdkár, které byly díky své kvalitě a modernímu vzhledu velmi úspěšné. Přesto si byli Lyons s Walmsleym vědomi potenciálu malých cenově dostupných vozů, které podle prognóz oslabovaly motocyklový trh. Na tomto trhu si firma získala místo se speciálními karoseriemi, které vznikaly na základě masově vyráběných modelů. Za tímto účelem se společnost přejmenovala na Swallow Sidecar and Coachbuilding Company a v roce 1927 se tak rozběhla výroba atraktivní karoserie pro úspěšný lidový vůz Austin Seven. Vzniklé vozy se prodávaly pod označením Austin-Swallow, a to buď jako dvousedadlový Austin-Swallow Roadster nebo později čtyřsedadlový Austin-Swallow Saloon. Oba modely si získaly oblibu především díky ceně pouze o málo převyšující sériové provedení a specifickému vzhledu, který utvářel dvoubarevný nátěr karoserie a přední dělené sklo ve tvaru písmene V. Následovaly další méně čí více úspěšné modely na základě sériových vozů, např. značek Standard, Morris nebo Wolseley. V roce 1928 se firma přesunula z Blackpoolu do Coventry, kde sídlí dodnes. Williamu Lyonsovi se však pouhá výroba karoserií nezamlouvala, a proto se dohodl se společností Standard Motor Company na dodání šasi a motoru, které měly být použity pro zcela nový vůz.

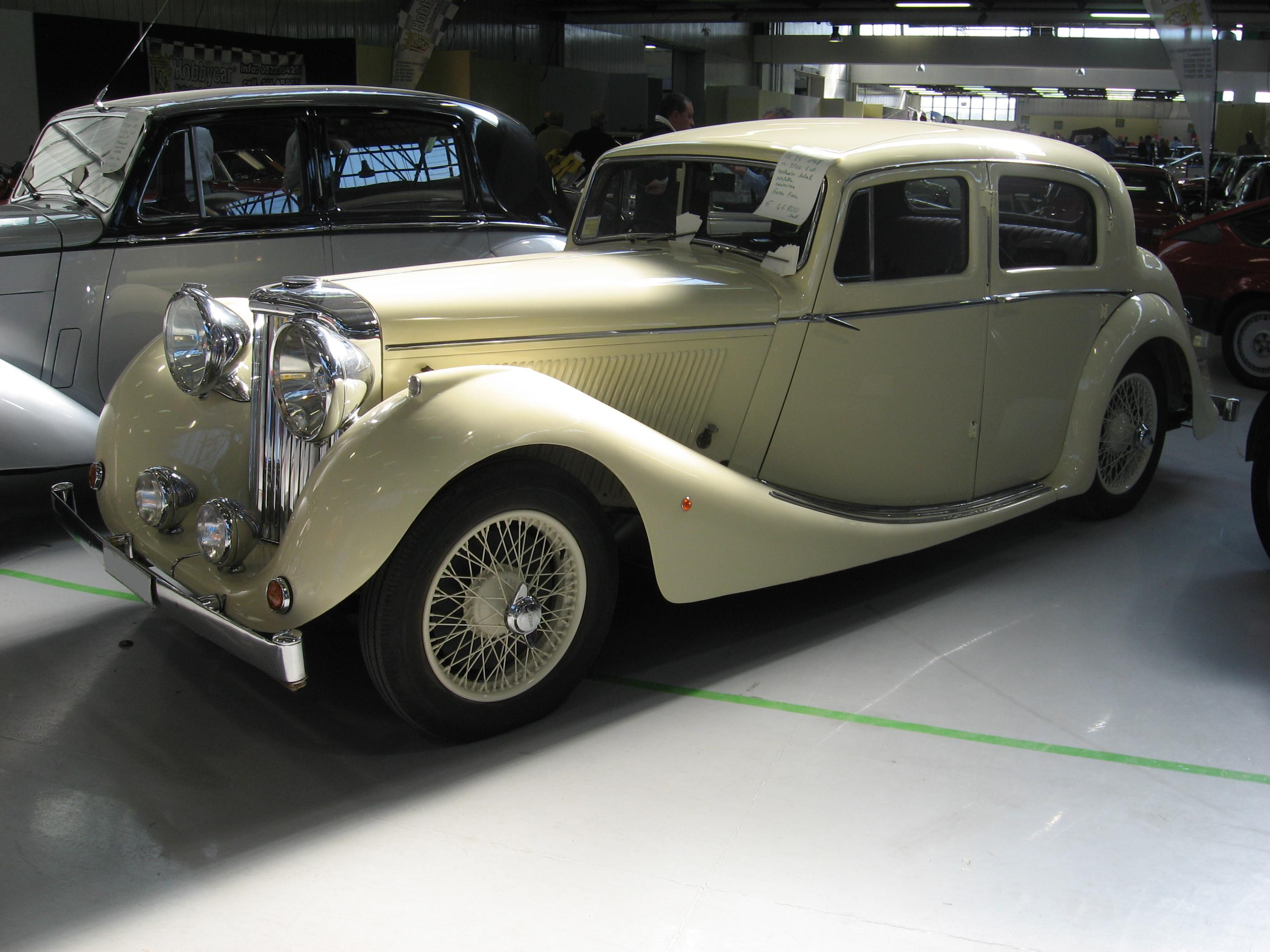
SS Jaguar 3,5 litr

Tak se v roce 1931 na Londýnském autosalonu představily vozy se značkou SS, přičemž není zcela jasný původ písmen ve zkratce. Může se jednat o zkrácení názvu Swallow Sidecar nebo Standard Swallow. Vznikla dvě kupé -SS 1 a SS 2, která (především SS 1) svými neobyčejnými tvary uchvacovala laiky i odborníky. Nízké vozidlo s dlouhou karoserií bylo kvalitně zpracované a přitom velice levné. Dobový tisk očekával cenu alespoň 1000 liber, ale SS 1 stál pouhých 310 liber.
V roce 1933 byla modelová řada rozšířena o provedení Tourer. Nejen že to byl první kabriolet na základě kupé SS, ale také to byl první vůz značky, který vstoupil na závodní pole. V závodě Alpin Trial získal prvenství a rozšířil tak popularitu značky i na kontinentální Evropu. Nabízely se také varianty Saloon a Tourer modelu SS 2. V roce 1933 byla společnost vyrábějící vozidla SS přejmenována na SS Cars Limited, výroba sajdkár pokračovala pod sesterskou firmou Swallow Coachbuilding Company. Pojmenování Jaguar bylo poprvé použito v roce 1935. Toto jméno nesly čtyřdveřové limuzíny prodávané pod označením SS Jaguar dodávaná buď s 1½ litrovým, 2½ litrovým a od roku 1937 také s 3½ litrovým motorem. V roce 1934 opustil společnost kvůli rozdílným názorům na směřování firmy Lyonsův partner a jeden ze zakladatelů firmy William Walmsley. Pro značku SS byl důležitý příchod konstruktéra Williama Heynese a specialisty na motory Harryho Weslaka, kteří navrhli nové motory, které byly sice ještě podobné těm původním od automobilky Standard, ale díky kterým přestala být značka SS vnímána pouze jako karosářská firma. Kromě limuzín však SS vyráběla také sportovní model SS 100.

### II. světová válka–1953

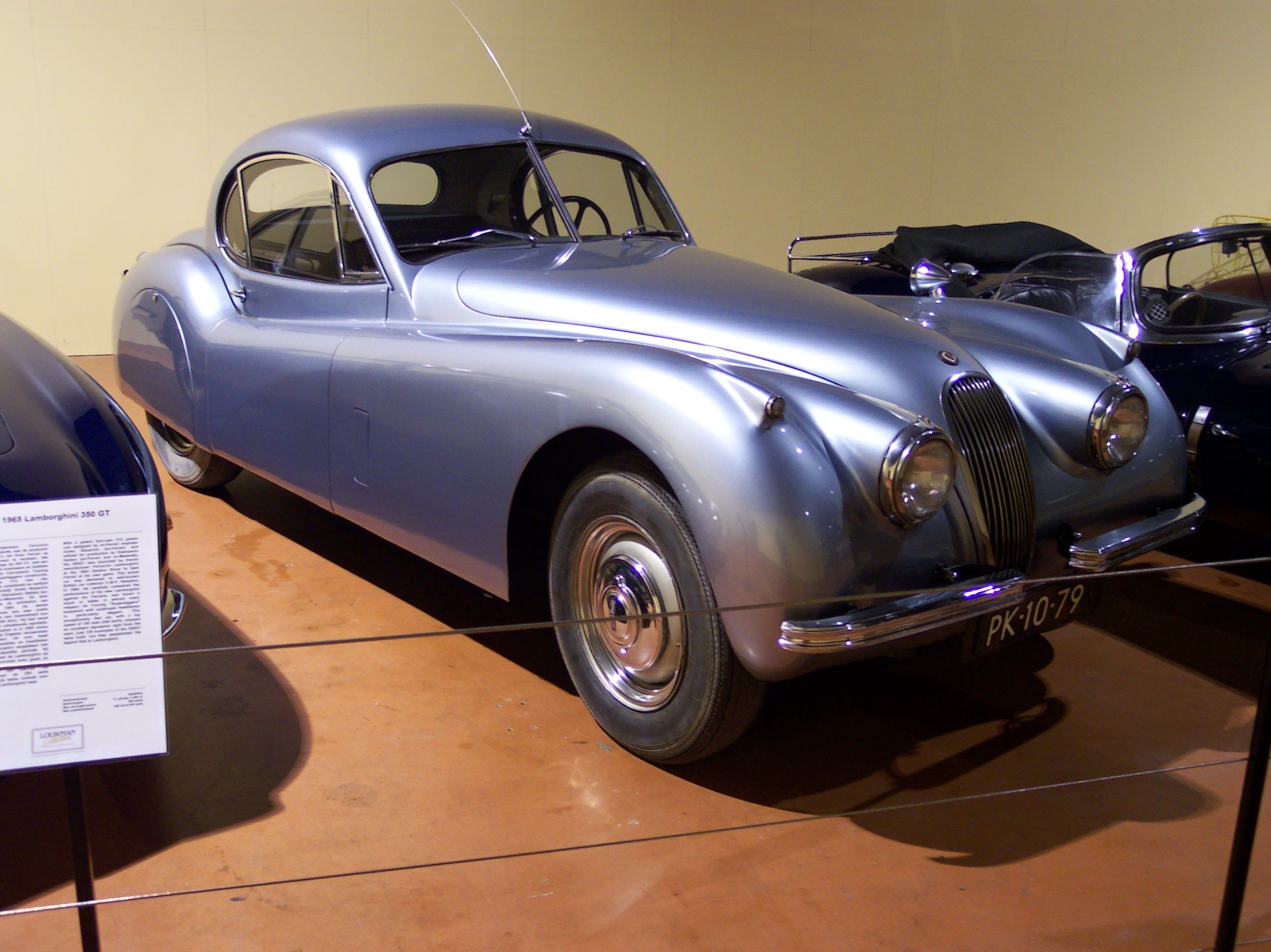
Jaguar XK 120

Za války se firma Jaguar (název SS byl po válce vypuštěn) jako
mnoho jiných automobilek zabývala výrobou pro vojenské účely. Vyrobilo se pře 10 000 sajdkár a
firma pracovala i v leteckém průmyslu, kde získala mnoho užitečných zkušeností. Došlo ale také k vývoji vlastních lehkých terénních automobilů, označovaných VA a VB, se samonosnou karoserií, o které však armáda ztratila zájem a z jejichž výroby nakonec sešlo. Bohužel bylo důležité průmyslové město Coventry častým cílem německých náletů, kterým podlehlo i několik továren firmy Jaguar. Po konci války byl celý evropský automobilový průmysl ve velkých problémech. Nejen ve Velké Británii byl nedostatek oceli, benzínu a cizí měny, a tak bylo velmi obtížné co nejrychleji rozběhnout výrobu a prodej. Nejsnazším dočasným řešením bylo nabízet předválečné modely (tento postup ostatně volila většina evropských automobilek). Proto se do roku 1949 prodávaly modely s motory s objemy od 1½ do 3½ litru, po válce označované jako Mark IV. Prostředky pro start produkce těchto modelů získal William Lyons také prodejem původní firmy Swallow stále vyrábějící sajdkáry. Tu nejdříve koupila firma Helliwel, od které ji krátce poté koupila společnost Tube Investments Group. Ta se od roku 1954 do roku 1955 snažila prosadit s vlastním automobilem založeným na konstrukci Triumphu TR2 s názvem Swallow Doretti, ovšem bez úspěchu.

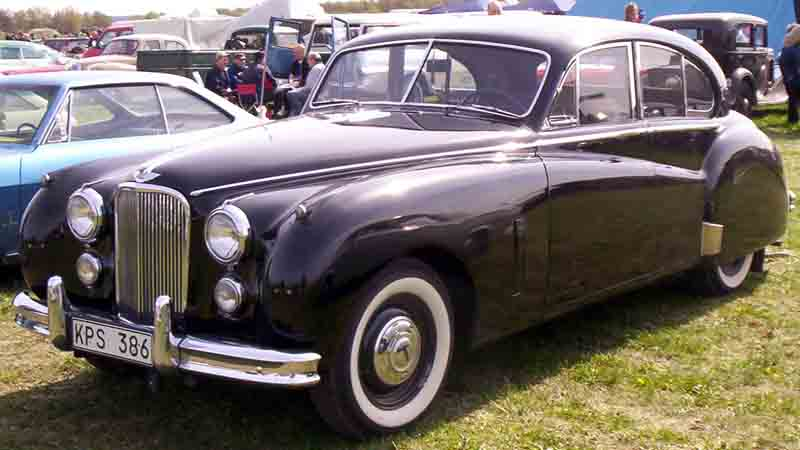
Jaguar Mk VII Saloon 1954

Nový model, nazvaný Mark V se představil v září 1948. Od svých předválečných předchůdců se lišil pouze světlomety zčásti zapuštěnými do karoserie, ovšem jednalo se o první limuzínu značky s nezávisle zavěšenými předními koly. Moderní vzhled získal až model Mark VII představený v roce 1950, který byl zaměřen především na americký trh. Označení Mark VI nebylo u Jaguaru nikdy použito, jelikož toto označení používaly vozy Bentley. Výměnou předního dvoudílného skla za jednodílné panoramatické vznikl z modelu Mk VII model Mark VIII, který se od svého předchůdce lišil ještě dvoubarevným lakem.
Byla zapotřebí i výroba nového motoru a podvozku. Nový řadový šestiválec XK o objemu 3 442 cm3 byl původně určen až pro zmíněný luxusní sedan Mark VII, ovšem již v roce 1948 byl uložen pod kapotu nového sportovního modelu XK 120. Podle plánu se mělo vyrobit jen několik set kusů pro závodní účely a otestování motoru, ale brzy se z něj stal velmi úspěšný sportovní vůz, který založil slavnou tradici poválečných sportovních Jaguarů. Prodalo se ho kolem 12 000 exemplářů. V roce 1951 vznikl na jeho základě závodní speciál XK 120C také nazývaný C-type. Tento vůz dosáhl mnoha úspěchů zejména ve 24hodinovém závodě v Le Mans, kde zvítězil v roce 1951 a 1953 a velmi tím značku proslavil.

### 1953–1975

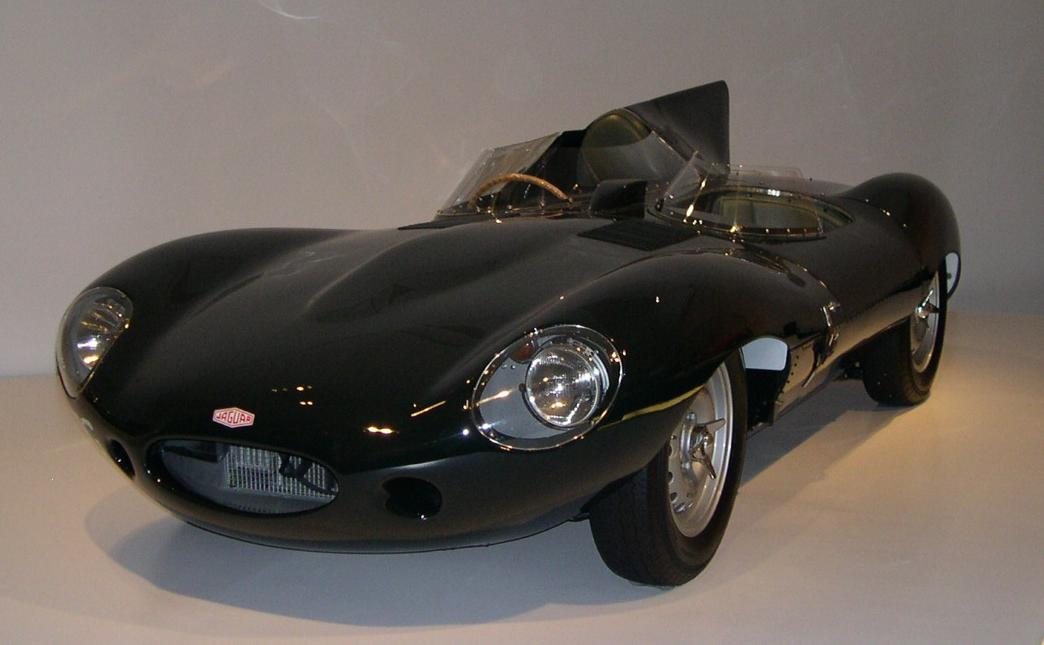
Jaguar D-Type 1955

Tři roky po uvedení modelu XK 120C se představil revoluční a také nejúspěšnější závodní automobil značky Jaguar - model D-Type. Se zcela novou skořepinovou konstrukcí a aerodynamickou karoserií vyvinutou s pomocí znalostí z leteckého průmyslu navázal na úspěchy svého předchůdce. Vůz dosahoval rychlosti až 175 mph (280 km/h).
V roce 1955 se představil první vůz značky se samonosnou karoserií označovaný jako Jaguar 2.4 Litre, který byl později přejmenován na Mark I. Tento model byl návratem jaguaru do nižší objemové třídy, kde před válkou působil model s 1½ litrovým motorem a mělo se spíše jednat o malý luxusní automobil pro sportovněji laděné řidiče. Byl později zastíněn svým slavnějším nástupcem, typem Mark II. Od svého předchůdce se po stránce designu příliš nelišil, ale byl modernizován po technické stránce a měl také širší nabídku motorů. Díky své výkonnosti a ovladatelnosti se na poli luxusních sedanů stal velmi oblíbeným a během deseti let výroby od roku 1959 do roku 1969 se prodalo přes 90 000 exemplářů. Od roku 1961 se prodával velký luxusní sedan Mark X, který měl jasně konkurovat americkým vozům na jejich domácím trhu. Podobným vozem byl i model S-Type, který převzal přední masku z modelu Mark II a záď z modelu Mark X. Tyto modely však nikdy nedosáhly podobného úspěchu jako modelu Mark II.

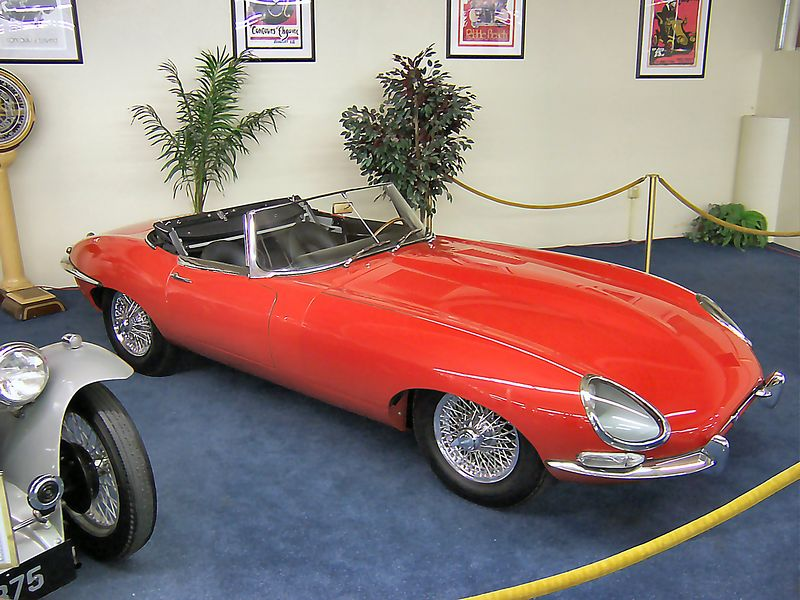
Jaguar E-type

Evolucí tvarů modelu D-type vzniknul nejslavnější vůz značky a jeden z nejznámějších sportovních vozů světa - Jaguar E-type. Neobyčejně krásný vůz s aerodynamickými tvary karoserie, navrženými stejně jako modely C-type a D-type odborníkem na aerodynamiku Malcolmem Sayerem, dokázal jet rychlostí až 240 km/h. Stal se tak nejrychlejším sériově vyráběným britským vozem. Jeho nástupcem se stal typ XJS, jenž se zprvu netěšil příliš velké oblibě kvůli svému vzhledu dostatečně nepokračujícímu v duchu svého legendárního předchůdce. Až s postupem let začala obliba vozu vzrůstat a nakonec se stal vyhledávaným sportovním vozem 70. let.
Dalším významným modelem byl luxusní sedan Jaguar XJ6, představený v roce 1968, který se vyznačoval vysokou mírou luxusu, sportovního řízení a elegance za relativně nízkou cenu. Za 24 let výroby (1968-1992) vytyčil směr vývoje budoucích automobilů této značky. Vzhled, typický pro vozy značky Jaguar, byl dílem jejího ředitele a zakladatele Williama Lyonse, který již jako Sir William Lyons firmu opustil v březnu roku 1972. Vedení firmy převzal Lofty England.

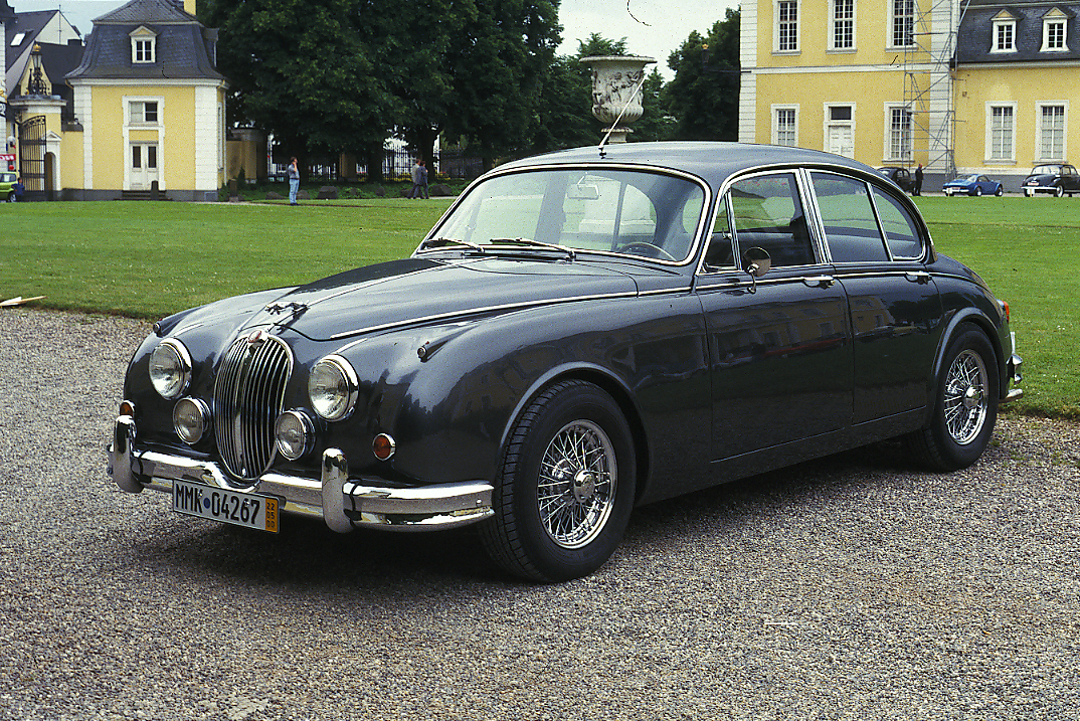
Jaguar Mk II 1963

V roce 1960 koupil Jaguar známého výrobce luxusních vozů Daimler. Společnost Daimler Motor Company vyráběla své vozy v Coventry na základě licence Gottlieba Daimlera již od roku 1897 a byla tak nejstarší automobilovou značkou ve Velké Británii. Název Daimler se pak užíval pro luxusní modely značky Jaguar. Poté ovšem přišel rok 1966, kdy došlo k fúzi automobilky Jaguar s koncernem British Motor Corporation (BMC), sdružujícím automobilky Austin a Morris. Vzniklo tak uskupení British Motor Holding (BMH) se kterým Jaguar ztratil svoji nezávislost. Celá skupina BMH byla v roce 1968 spojena s výrobcem nákladních vozů Leyland, vznikl tak masivní koncern British Leyland Motor Corporation (BLMC), v roce 1975 přejmenovaný na British Leyland (BL).

### 1975–1990

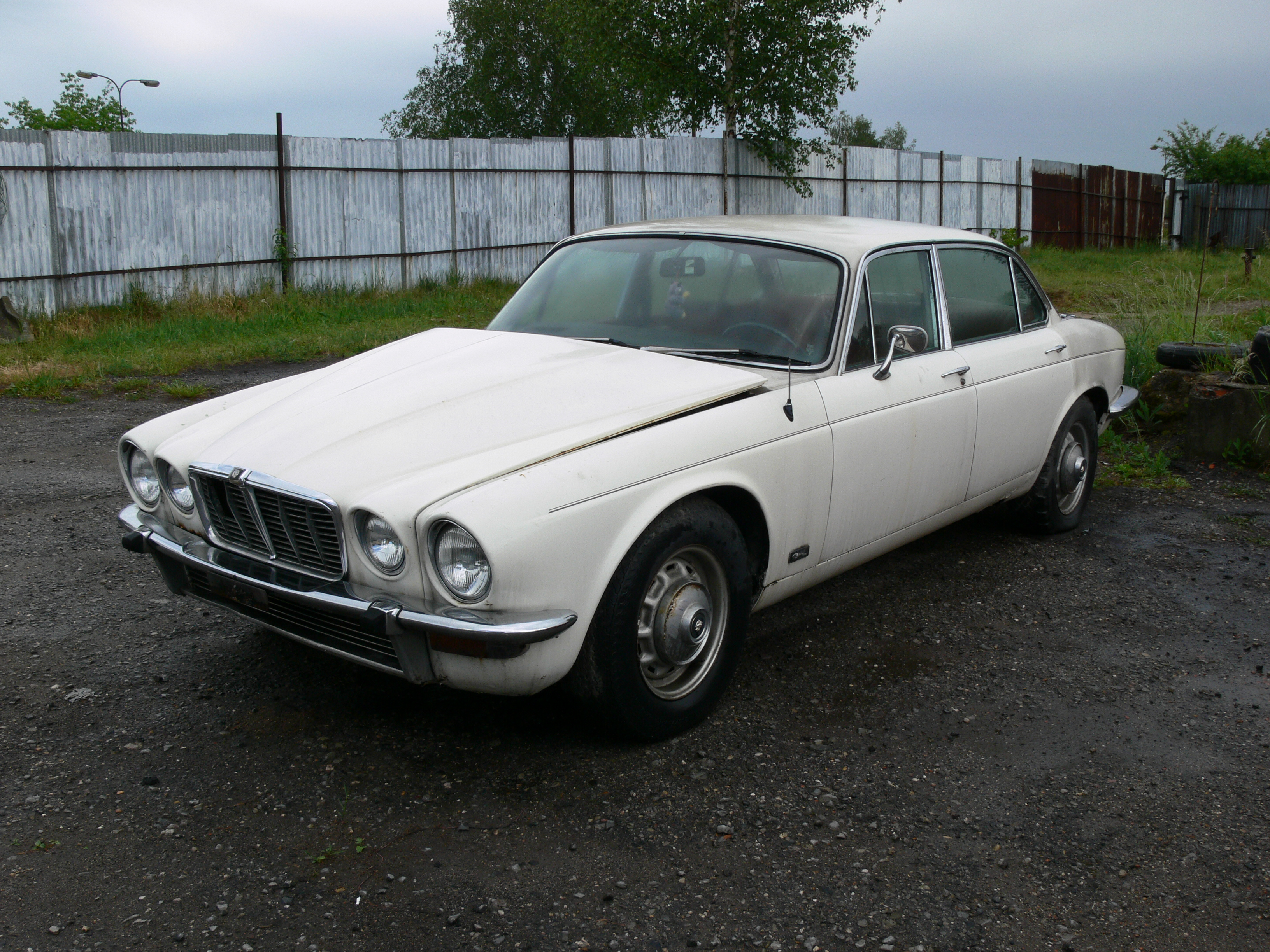
Jaguar XJ6

V druhé polovině 70. let začalo docházet k prudkému poklesu prodejů a ztrátě důvěry zákazníků ke značce, především kvůli nízké kvalitě nových vozů. Na vině bylo společně s nespokojeností zaměstnanců, kteří se často uchylovali ke stávkám, hlavně špatné vedení podniku British Leyland, které nedokázalo zajistit produktivitu a úroveň kvality výroby v tak velikém koncernu. Snižovala se poptávka jak po sportovním modelu XJ-S, tak luxusním modelu XJ. Za těchto okolností byl v roce 1980 jmenován do funkce generálního ředitele John Egan, který dostal za úkol vyvést automobilku z krizové situace, za což by výměnou získala nezávislost na koncernu BL. Eganovi se zlepšením kvality produktů, produktivity výroby a snížením nákladů (také za cenu propouštění) podařilo zvýšit profit automobilky. V následujících letech zisk a prestiž značky stále stoupal.
V roce 1984 došlo za vlády premiérky Margaret Thatcherové k privatizaci společnosti Jaguar a jejímu oddělení od upadajícího koncernu British Leyland. Akcie byly nabídnuty na burze a podařilo se tak dosáhnout významného rozšíření i rozvoje podnikatelských aktivit.
Vznikl sesterský podnik s názvem JaguarSport, který produkoval supersportovní modely XJ220 a XJR-15. Začala tak krátká fáze nezávislosti v historii značky, navazující na úspěšná léta před světovou válkou a po ní do roku 1966.
Nezávislost ovšem trvala pouhých 5 let do roku 1989, kdy automobilku Jaguar koupil nadnárodní koncern Ford. Vedení Jaguaru se rozhodlo pro spolupráci s některou z velkých společností kvůli špatnému směnnému kurzu a čím dál tím těžším obchodním podmínkám způsobeným novou konkurencí. Spojení přineslo Fordu vstup na trh luxusních a prémiových automobilů a Jaguaru přístup k moderní technice a zvýšení základního kapitálu. John Egan firmu opustil v roce 1990, již jako Sir John Egan.

### 1990–současnost

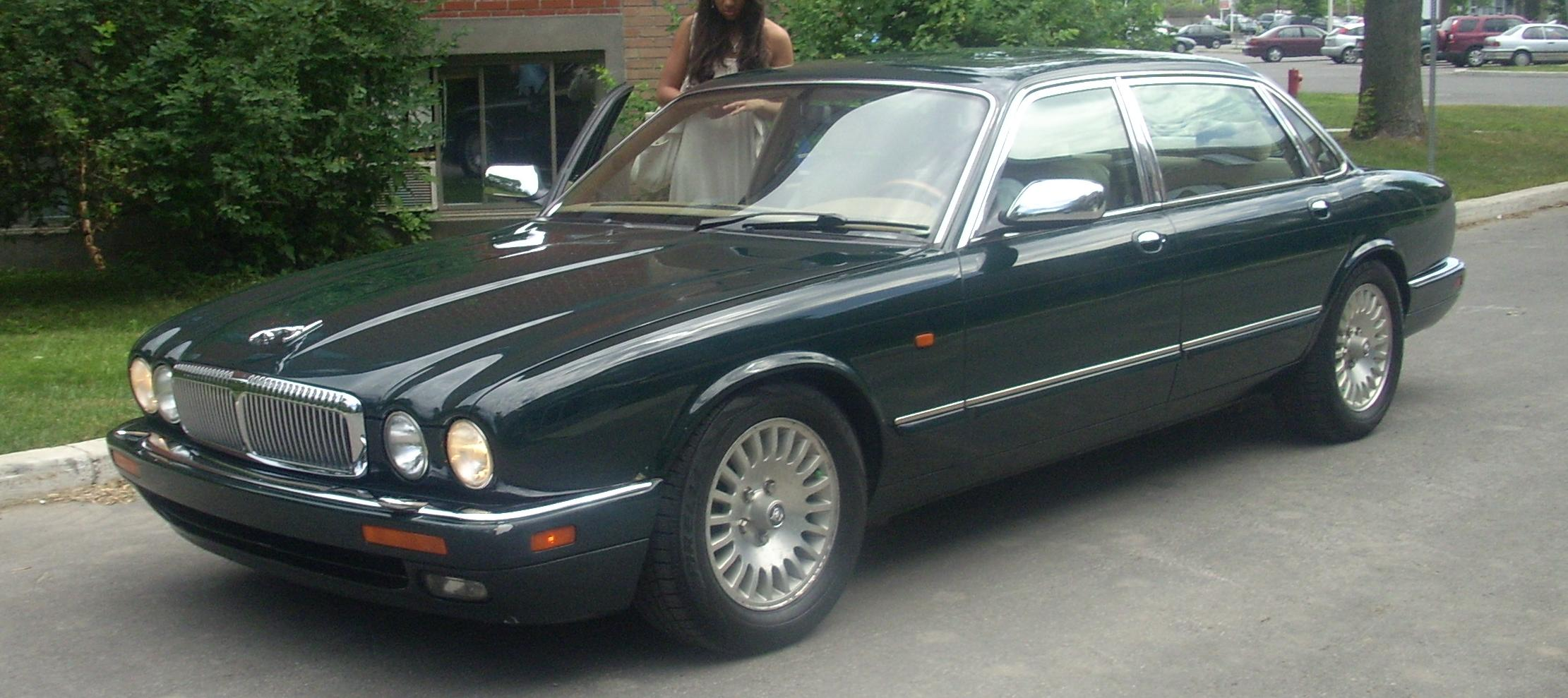
Jaguar XJ X300

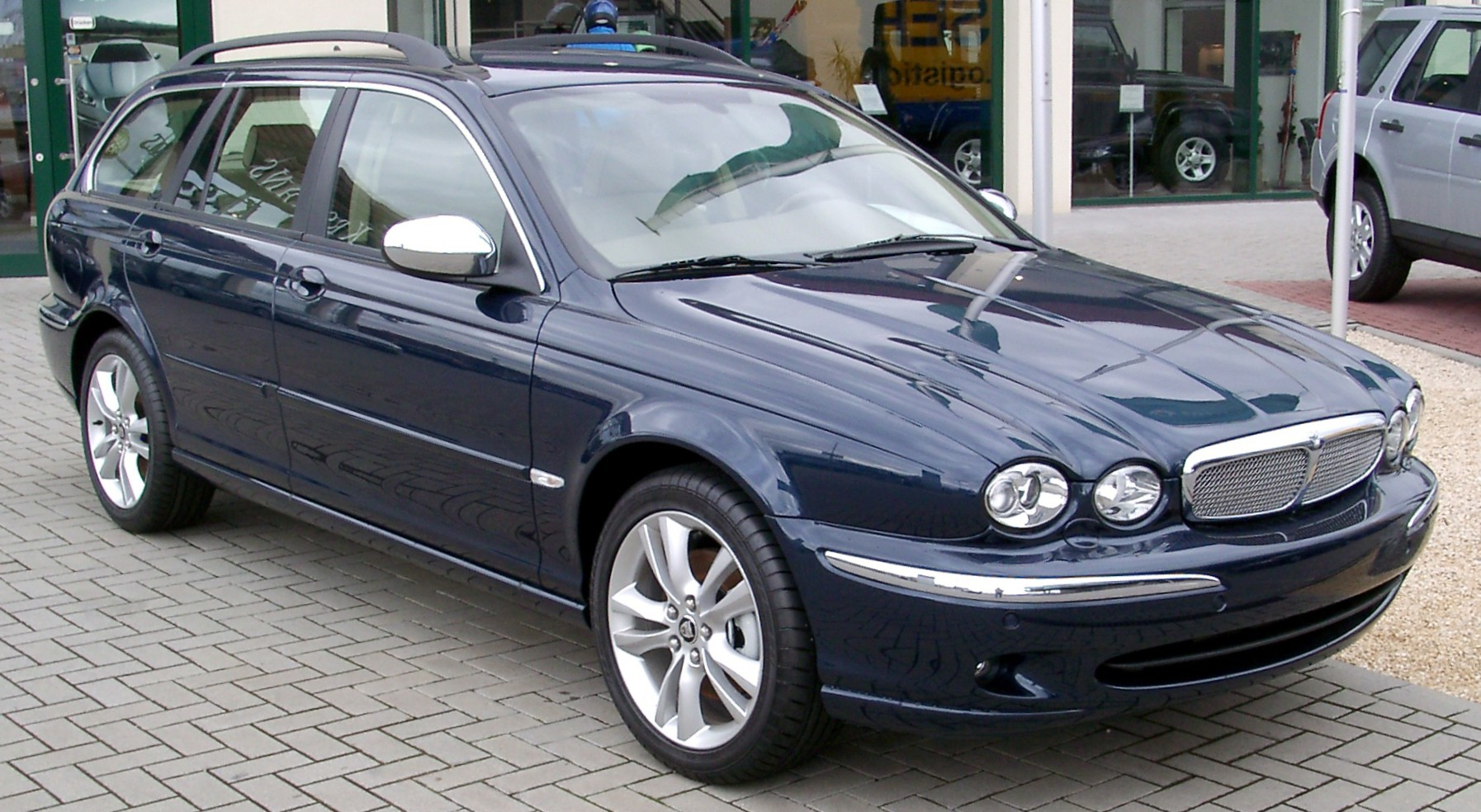
Jaguar X-type Estate

Po převzetí Jaguaru začal Ford s nezbytnou modernizací. Montáž v Browns Lane, pamatující ještě dobu, kdy podnik řídil sir William Lyons, byla nahrazena moderním jednocestným systémem a došlo také ke snižování počtu pracovníků. V roce 1992 čítal stav personálu 8 000 zaměstnanců z původních 12 000 a v roce 1997 již pouze 6 000. Zajímavou formou spolupráce mezi jednotlivými divizemi Fordu byla kooperace Jaguaru s další slavnou značkou Aston Martin, kterou Ford koupil v roce 1987. Základ z Jaguaru XJ-S byl použit u modelu DB7. Vzhled tohoto vozu předurčil celý pozdější designový směr značky. Navrhl jej britský návrhář Ian Callum, který od roku 1999 působí v automobilce Jaguar. Významným krokem bylo nahrazení modelu XJ 40, který nesplnil v prodejích očekávání modelem XJ X300. Ten předurčil design nejprodávanějšího modelu Jaguaru řady XJ až do roku 2009, kdy byla představena zatím poslední generace tohoto sedanu. V roce 1996 společnost oslavila sto let od založení Daimler Motor Company, nejstarší automobilky v Británii, kterou Jaguar koupil v roce 1960, speciální edicí Daimleru Century. V tomto roce se také přestal vyrábět model XJS. O rok později, v roce 1997, si Jaguar připomenul 75 let od založení firmy Swallow Sidecars Williamem Lyonsem a Williamem Walmsleym. Dalším důležitým krokem bylo představení nového sportovního modelu XK 8, jenž dostal zcela nový motor V8.

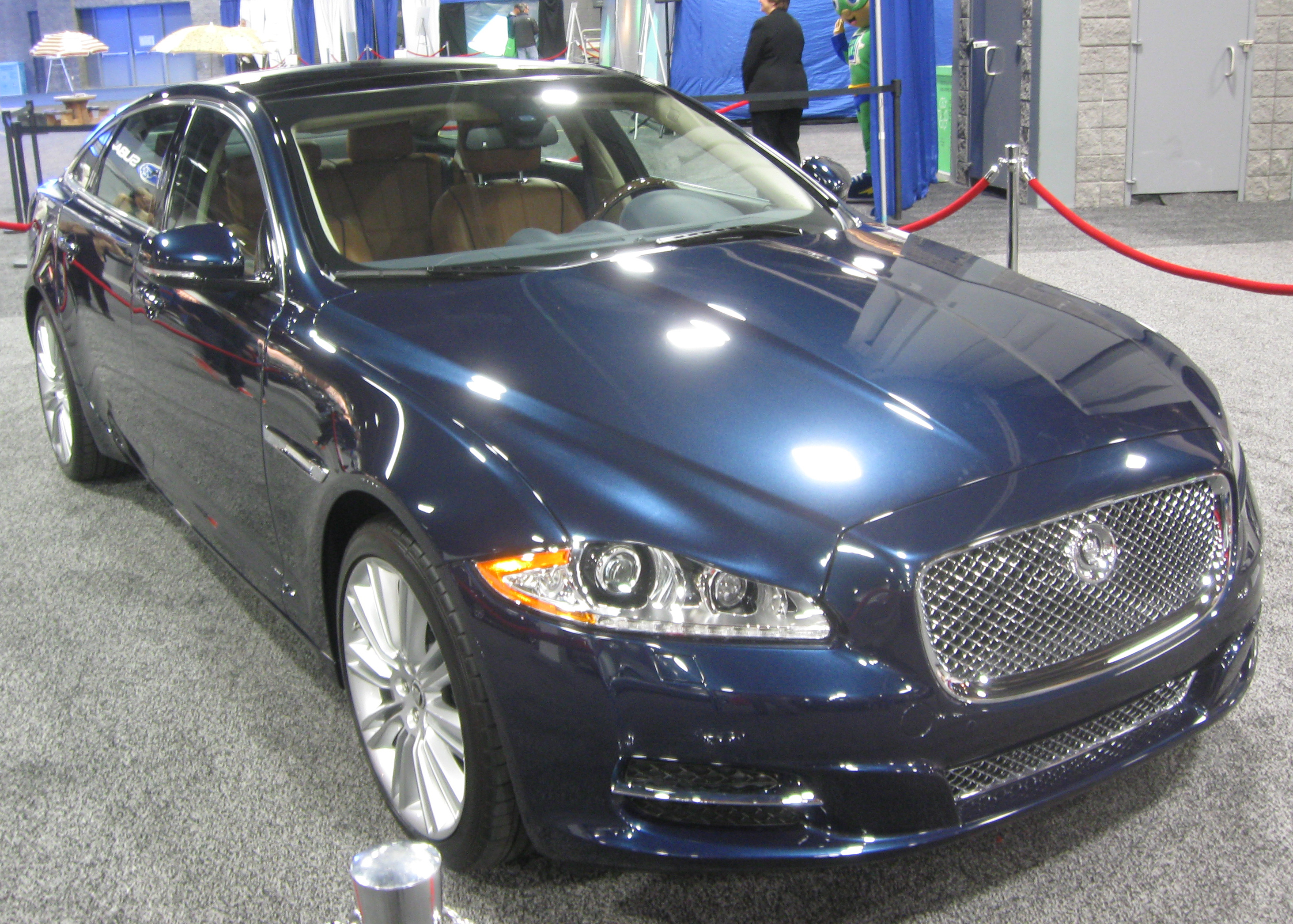
Jaguar XJ X351 2010

S představením modelu S-Type v roce 1998 se Jaguar vrátil po dlouhé době opět do vyšší střední třídy. Vzhled i název měl odkazovat na originální S-type z roku 1963. V roce 2001 byla zahájena výroba Jaguaru X-type, znamenající vstup značky do pro ní doposud nejnižšího segmentu trhu. Model X-type měl přilákat zejména mladší kupce a zvýšit objem výroby. Poprvé v historii značky měl vůz s jejím emblémem pohon všech čtyř kol, od roku 2003 zase poprvé s moderní koncepcí pohonu pouze předních kol. Nové bylo také hojné používání dieselových motorů a nabízená karoserie kombi.
Jaguar X-type ovšem nesplnil očekávání v množství prodaných kusů, od roku 2001 do roku 2009 bylo vyrobeno pouhých 350 000 exemplářů namísto plánovaných 100 000 za rok. V roce 2006 se začal vyrábět zatím poslední sportovní model značky - model XK, pokračující v tradici sportovněji laděných vozů kategorie GT. V roce 2008 byl S-type nahrazen sedanem XF, který byl stejně jako poslední model z řady XJ s označením X351 (oba byly navrženy Ianem Callumem) představený na frankfurtském autosalonu, radikálně vybočuje z designového směru všech předchozích vozů značky.

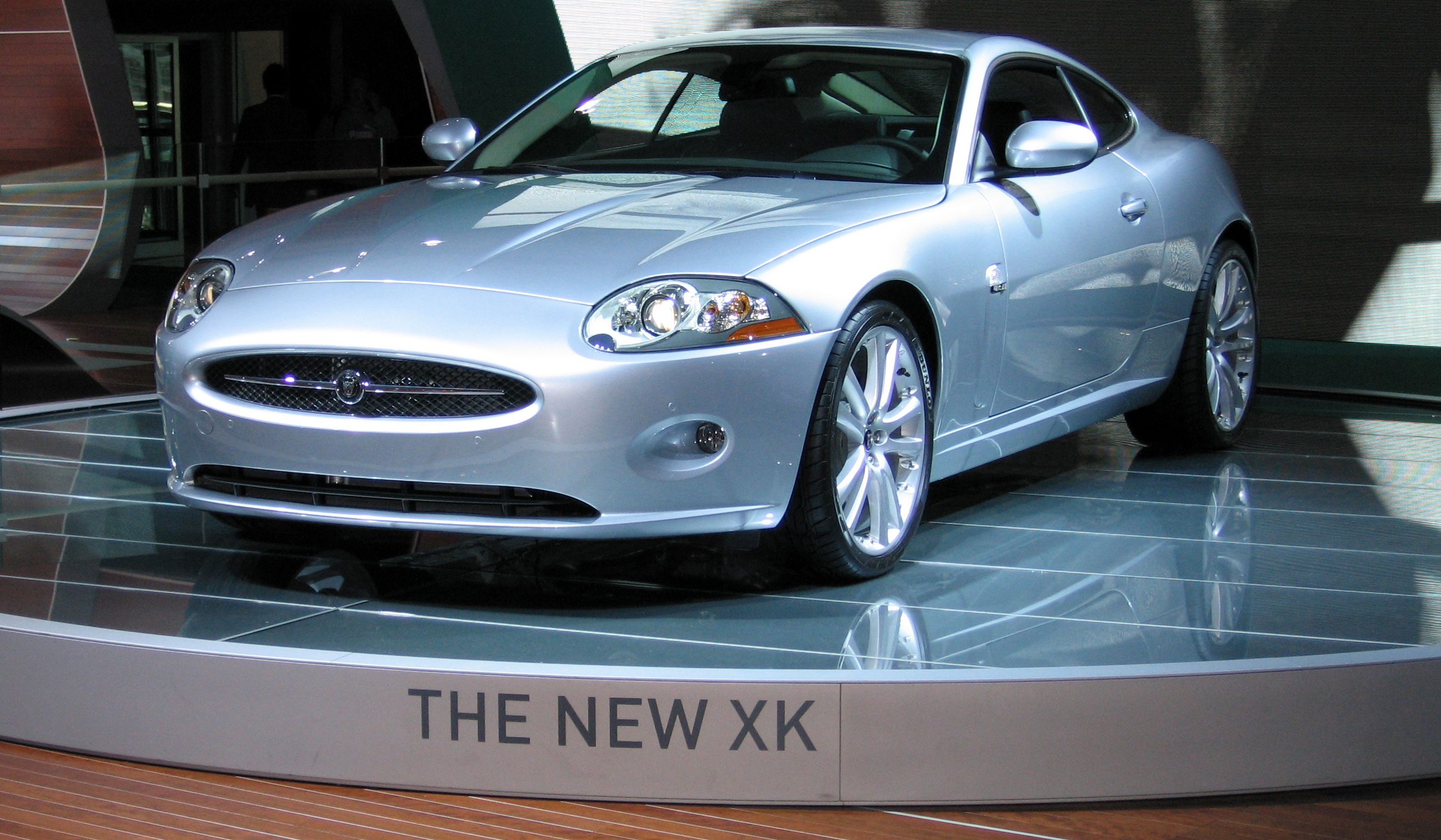
Jaguar XK 2006

V roce 2008 byla automobilka Jaguar prodána společně s automobilkou Land Rover indické společnosti Tata Motors Ltd za 2,3 miliardy dolarů (podle tehdejšího kurzu 37,2 miliardy Kč). Ford v roce 1989 koupil Jaguar za 2,5 miliardy dolarů, Land Rover v roce 2000 za 2,75 miliardy dolarů. Tata Motors pod vedením Ratana Taty je největším automobilovým výrobcem v Indii, známá je především výrobou nejlevnějšího automobilu na světě - modelu Nano. Skupina Jaguar Land Rover se v minulosti potýkala s velkými finančními problémy, způsobené také globální ekonomickou krizí, ovšem v současnosti opět dochází k zvyšování zisků i prodejů. V roce 2009 vyrobil Jaguar 39 822 vozů a jeho nejúspěšnějším modelem byl XF s 26 110 kusy, Land Rover vyprodukoval 107 910 vozů.

## Závodní historie

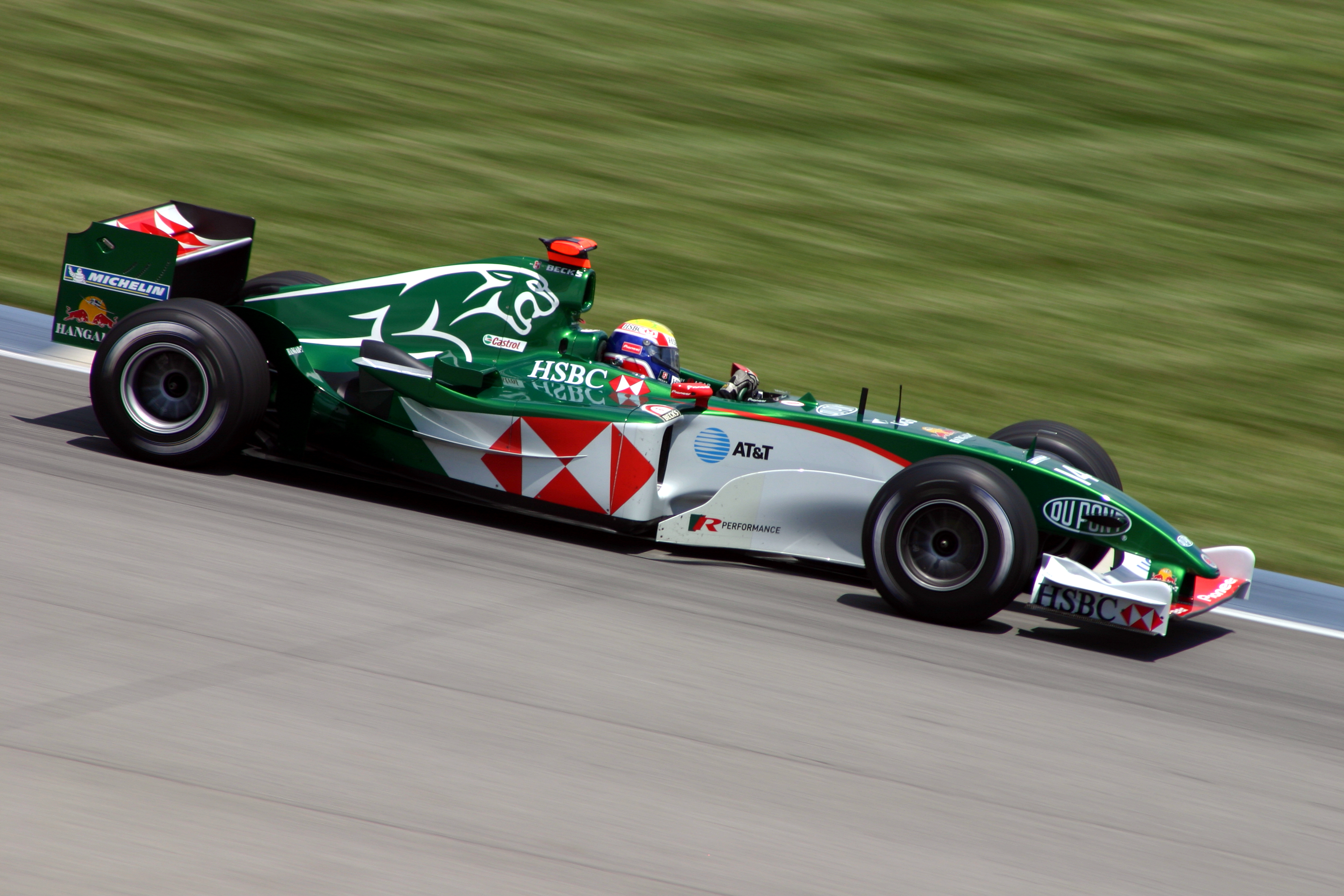
Jaguar F1

Prvním modelem značky, který vstoupil na závodní scénu, byl také jejím prvním vyráběným vozem - model SS I. Již v roce 1933 nastoupily v závodě Alpin Trial tři vozy SS Tourer, jenž získaly první místo v kategorii družstev. Ve stejném roce bojoval stejný model, tentokrát ovšem s karoserií coupé, na slavné Rallye Monte Carlo, ale vinou havárie skončil v poli poražených. Prvním skutečně slavným závodním automobilem značky Jaguar byl až model XK 120C (C-type), který
v roce 1951, těsně po svém uvedení, zvítězil v 24hodinovém závodě v Le Mans. Vítězství si zopakoval i v roce 1953. Jeho nástupcem se stal model D-type, který předčil svého předchůdce v počtu vítězství - v Le Mans vyhrál celkem třikrát, od roku 1955 do roku 1957. Po těchto úspěších se automobilka ze slavného vytrvalostního závodu stáhla a na další vítězství si musela počkat až do roku 1988, kdy vítězství vybojoval závodní model XJR-9. Vítězství se opakovalo i v roce 1990 s vozem XJR-12. V roce 2000 vstoupila značka Jaguar s týmem Jaguar Racing do Formule 1. Účinkování v šampionátu však nebylo úspěšné, v roce 2004 ze závodů odstoupil.
V roce 2016 vstoupil Jaguar do Formule E, série závodů monopostů poháněných výhradně elektricky. Pro rok 2018 Jaguar oznámil vlastní sérii závodů produkčních elektrických vozů I-Pace Trophy.

## Historické modely

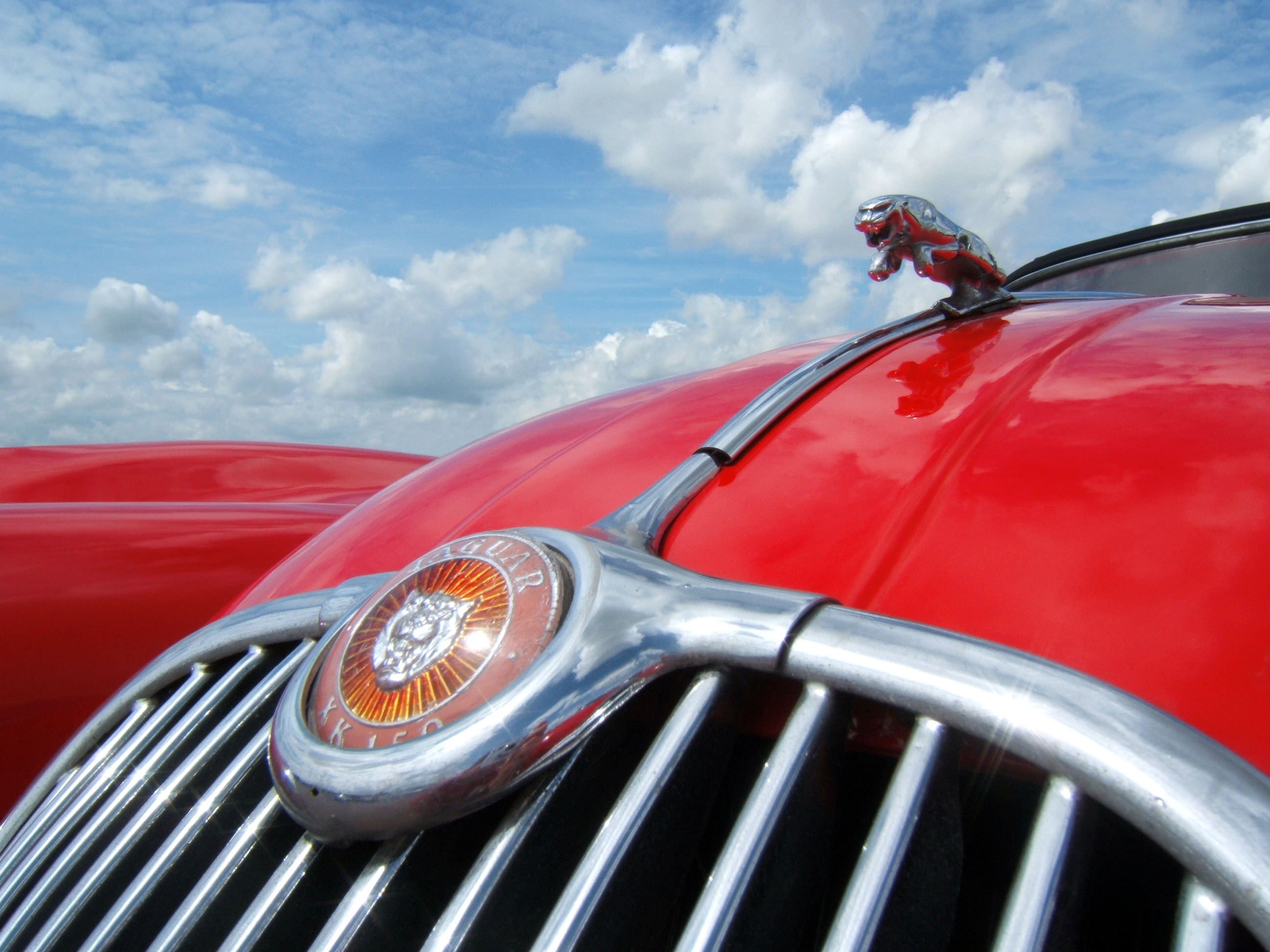
Maska Jaguaru XK 150

| osobní automobily - SS I (1931–1936) - SS II (1932–1936) - Jaguar Mark IV (1935–1949) - Jaguar MkV (1948–1951) - Jaguar Mk VII/Mk VIII/Mk IX (1950–1961) - Jaguar Mark I (1955-1959) - Jaguar Mark II (1959–1967) - Jaguar Mark X (1961–1970) - Jaguar S-Type (1963–1969) - Jaguar 420 (1966–1968) - Daimler DS420 (1968–1992), Jaguar/Daimler - Jaguar XJ Series I - III (1968–1992) - Jaguar XJ40 (1986–1994) - Jaguar XJ X300/X308/X350 (1994-2009) - Jaguar S-Type (1998 - 2008) - Jaguar X-type (2001 - 2009) | sportovní automobily - SS 90 (1935) - SS Jaguar 100 (1936–1940) - Jaguar XK 120/140/150 (1948–1961) - Jaguar XKSS (1957) - Jaguar E-type (1961–1975) - Jaguar XJS (1975–1996) - Jaguar XJ220 (1991–1994) - Jaguar XK (1996 – 2014) |

## Současné modely
- Jaguar XF (od 2008)
- Jaguar XJ X351 (od 2009)
- Jaguar XK (od 2006)
- Jaguar F-Type (od 2013)
- Jaguar XE (od 2015)
- Jaguar F-Pace (od 2016)
- Jaguar E-Pace (od 2017)
- Jaguar I-Pace (od 2018)